# 阮氏媖
阮氏媖（越南语：／；？—？），越南阮朝成泰帝阮福昭的妃嬪，維新帝阮福晃嫡母。
阮氏媖是武顯殿大學士阮紳之女。成泰五年（1893年），選入後宮，封懋嬪。成泰九年（1897年）正月，晉封皇貴妃。成泰十九年（1907年）七月，成泰帝被廢後，遷居聖雅克角市（今頭頓），后妃都留在宮中。維新元年九月十二日（1907年10月18日），維新帝尊稱阮氏媖為皇嫡母（越南语：／）。維新十年四月，維新帝被廢，法國殖民政府另立啟定帝，八月，阮朝廢除了成泰帝和維新帝后妃的全部封號，降為府妾，但仍然由阮朝朝廷供養。